# Temporada 1963-1964 del Liceu
Després d'un període de rumors, polèmiques i sobresalts respecte a la celebració de la temporada 1963-1964, aquesta es va estrenar el 12 de novembre amb una òpera d'Umberto Giordano. El mateix mes, el petó final del primer acte entre Butterfly i Pinkerton es va allargar després de la baixada del teló i va ser un anunci del matrimoni entre els artistes que interpretaven aquests personatges: Montserrat Caballé i Bernabé Martí. Amb aquesta Butterfly, Caballé es va consagrar al Liceu.
La cantant més popular d'aquell any fou Virginia Zeani, que el 16 de novembre va debutar al Liceu al costat d'un altre jove debutant: Luciano Pavarotti. Pavarotti només va cantar en una actuació de les tres previstes de La traviata. A les altres dues funcions va cantar Michele Molese. A diferència de Zeani, l'actuació del tenor no fou gaire afortunada i aquest va dir que no tornaria fins que fos una figura. Va tornar la temporada 1971-1972. El crític La Vanguardia Xavier Montsalvatge en feia aquesta crítica:
| « | Al paper d'Alfredo es va donar a conèixer el tenor Luciano Pavarotti. Es va dir que actuava indispost. En tot cas va tenir la mala sort que li fallés ostensiblement la veu en la primera frase del brindis. Va saber sobreposar-se d'aquest mal principi i va cantar amb energia, encara que, al marge de l'error, no crec que sigui un artista del nivell que la Zeani necessita. La seva veu és clara i agradable, però no de verdader volum, i com a actor no passa de discret. | » |

Es va reposar Roméo et Juliette de Gounod després de 50 anys amb un ballet molt destacable. S'estrenà La clemenza di Tito de Mozart.
| Temporada 1963-1964 del Liceu |                           |                                               |                   | |                                |                                |
| Òpera                         | Compositor                | Director musical                              | Director d'escena | Papers principals | Producció                      | Dates                          |
| Andrea Chénier                | Umberto Giordano          | Ermanno Wolf-Ferrari                          | Domenico Messina  | Bruno Prevedi, Gian Giacomo Guelfi, Lucilla Udovich, Margarita Brenner, Pilar Torres, Montserrat Aparici, Julio Catania, Joan Rico, Eduard Soto, Gino Calò, Joan Lloveras, Dídac Monjo, Julià Ortells |                                | 12, 14 i 17 de novembre        |
| La traviata                   | Giuseppe Verdi            | Manno Wolf-Ferrari                            | Domenico Messina  | Virginia Zeani, Piero Cappuccilli, Michele Molese, Luciano Pavarotti, Maria Teresa Batlle |                                | 16 al 24 de novembre           |
| La fanciulla del West         | Giacomo Puccini           | Mario Parenti                                 | Domenico Messina  | Bruno Prevedi, Gian Giacomo Guelfi, Luciana serafini, Eduard Giménez |                                | 19 de novembre                 |
| Madama Butterfly              | Giacomo Puccini           | Ottavio Ziino/Eugeni Mario Marco (8 desembre) | Arsenio Giunta    | Montserrat Caballé, Rena Garazioti, Maria Teresa Casabella, Michele Molese / Bernabé Martí (8 desembre), Pieris Zarmas, Dídac Monjo, Joan Rico, Gino Calò, Rafael Campos                              |                                | 28, 30 novembre; 3, 8 desembre |
| Il piccolo Marat              | Pietro Mascagni           |                                               |                   | Virginia Zeani, Hipólito Lázaro, Gianni Iaia, Nicola Rossi-Lomeni |                                | 1 al 8 de desembre             |
| Manon                         | Jules Massenet            | Jesus Etcheverry                              | Gabriel Couret    | Joan Sutherland, André Turp, Adriana Maliponte, Jean Charles Gebelin, Joseph Rouleau. |                                | 10 de desembre                 |
| La clemenza di Tito           | Wolfgang Amadeus Mozart   | Mladen Basic                                  | Helmut Matiasek   | Jacob Soltermann, Sharon Bliss, Silvia Carlisle, Friederike Baumgartner | Teatre de l'Òpera de Salzsburg | 14 al 22 de desembre           |
| Orfeu i Eurídice              | Christoph Willibald Gluck | Leo Driehuys                                  | Frans Boerlage    | Soňa Červená, Carme Lluch, Francesca Callao |                                | 19 al 21 de desembre           |
| Roméo et Juliette             | Charles Gounod            | Jesus Etcheverry                              | Gabriel Couret    | Mady Mesplé, André Turp/Albert Lance, Mirna Lacambra, Jean Charles Gebelin, Joseph Rouleau |                                | 25 de desembre a l'1 de gener  |
| Salomé                        | Richard Strauss           | Horst Petruschke                              | Frans Boerlage    | Margaret Tynes, Bernabé Martí, Elfriede Wild, Marcello di Giovanni, Ernst Gutstein |                                | 29 de desembre                 |
| Fidelio                       | Ludwig van Beethoven      | Alfred Eykman                                 | Peter K. Neitsch  | Maria van Dongen, Ernst Gutstein, Pritz Linke, Lolita Torrentó, Agustín Morales, Joan Lloveras |                                | 3 de gener                     |
| El cavaller de la rosa        | Richard Strauss           | Alfred Eykmann                                | Peter K. Neitsch  | Claire Watson, Bernabé Martí, Cora Canne-Meijer, Doris Hanak, Ludwig Welter, Coby Engels, David Thaw                                                                                                  |                                | 10 de gener                    |
| Der fliegende Holländer       | Richard Wagner            | Max Loy                                       | Georg Goll        | Thomas O'Leary, Dhita Sommer, Leonard Molowsky, Esther Wettach, Oskar Gernhart | Teatre de l'Òpera de Nuremberg | 18, 23 i 26 de gener           |
| Così fan tutte                | Wolfgang Amadeus Mozart   | Alfred Eykman                                 | Peter K. Neitsch  | Elisabeth Schwarzkopf, William Blankenship, Cora Canne-Meijer, Wolfgang Mertz, Clementina Mayer, Ralph Talasco                                                                                        |                                | 19 al 21 de gener              |
| La vida breve                 | Manuel de Falla           | Eugeni M. Marco                               | José Osuna        | Dolores Pérez, Bernabé Martí, Montserrat Aparici, Juan Rico, Maria Fàbregas |                                | 25 de gener                    |
| El amor brujo                 | Manuel de Falla           | Eugeni M. Marco                               |                   | Dolores Pérez, Bernabé Martí, Montserrat Aparici, Juan Rico, Maria Fàbregas |                                | 25 de gener                    |
| Parsifal                      | Richard Wagner            | Erich Reide                                   |                   | Thomas O'Leary, Dhita Sommer, Leonard Molowsky, Esther Wettach, Oskar Gernhart | Teatre de l'Òpera de Nuremberg | 29 de gener                    |